# Talisia firma
Talisia firma är en kinesträdsväxtart som beskrevs av Ludwig Radlkofer. Talisia firma ingår i släktet Talisia och familjen kinesträdsväxter. Inga underarter finns listade i Catalogue of Life.